# Ba chị em (Alberta)
Ba chị em là một bộ ba đỉnh núi gần Canmore, Alberta, Canada. Chúng được biết đến với tên cá nhân là Chị lớn, Chị giữa và Em nhỏ.
Trong ngôn ngữ truyền thống của Îyârhe Nakoda (Stoney), các đỉnh núi này cũng được gọi là ba chị em. Tuy nhiên, cái tên đề cập đến một câu chuyện về-ktomnĩ, ông già hoặc kẻ lừa đảo, người sẽ hứa hôn với 'ba chị em' bất cứ khi nào anh ta gặp rắc rối.

## Các đỉnh núi
| Đỉnh núi           | mét   | feet  | Tọa độ                                        | Năm đầu tiên chinh phục |
| ------------------ | ----- | ----- | --------------------------------------------- | ----------------------- |
| Chị lớn (Số phận)  | 2,936 | 9,632 | 51°00′50″B 115°21′0″T / 51,01389°B 115,35°T   | 1887                    |
| Em giữa (Từ thiện) | 2,769 | 9,084 | 51°01′0″B 115°20′0″T / 51,01667°B 115,33333°T | 1920                    |
| Em nhỏ (Hy vọng)   | 2,694 | 8,840 | 51°01′30″B 115°20′0″T / 51,025°B 115,33333°T  | 1925                    |